# Renamo-UE
Renamo-Unión Electoral (en portugués: Renamo-União Electoral) conocida como Renamo-UE fue una coalición política de Mozambique encabezada por el partido Resistencia Nacional Mozambiqueña (RENAMO) y el principal grupo opositor al gobierno del Frente de Liberación de Mozambique (FRELIMO). Su líder es Afonso Dhlakama, líder de la RENAMO. Participó en las elecciones de 1999 y en las de 2004 quedando en segundo lugar tras el FRELIMO en ambos comicios. Se disolvió antes de las siguientes elecciones.

## Partidos miembros
- Resistencia Nacional Mozambiqueña
- Movimiento Nacionalista Mozambiqueño
- Partido de Convención Nacional
- Partido de la Unidad Nacional
- Frente de Acción Patriótica
- Partido Popular de Mozambique
- Frente Unido de Mozambique